# Arisaema abei
Arisaema abei är en kallaväxtart som beskrevs av Shunsuke Serizawa.
Arisaema abei ingår i släktet Arisaema och familjen kallaväxter. Inga underarter finns listade i Catalogue of Life.